# Sabrina Duncan
Sabrina Duncan è un personaggio della serie TV Charlie's Angels interpretato da Kate Jackson. Ha partecipato alla prima, alla seconda e alla terza stagione.

## Storia
Dopo il college, Sabrina Blaylock partecipa ad alcune gare automobilistiche. Poi, per soddisfare il suo bisogno di azione e avventura, entra all'Accademia di Polizia di Los Angeles, dove diventa anche quarterback della squadra di football. Sposa un suo collega, Bill Duncan, dal quale divorzia quando decide di iniziare la carriera di detective all'Agenzia Townsend.
Sabrina è il "cervello" dell'Agenzia Townsend. È l'angelo più maturo ed affidabile, l'angelo che trova più indizi e quello che nove volte su dieci smaschera il colpevole e risolve il caso. È dotata di un alto intelletto e di uno charme a volte sfacciato, nonché di uno spiccato sense of humour. È l'angelo che usa meno la sua sensualità (non viene mai vista in bikini). Questo non le impedisce di avere alcuni flirt (Angeli a Las Vegas, Angelo innamorato). Sembra poi che Sabrina sia l'Angelo che beva più di tutti (per esempio, nell'episodio Angeli sul ghiaccio, quando Bosley versa da bere agli Angeli, Sabrina chiede una doppia razione; in molti altri episodi, poi, la vediamo dietro il mobile-bar con un bicchiere in mano). Spesso Sabrina si incarica di impartire gli ordini ai suoi colleghi, sebbene non sia mai stata designata per questo compito. Questa qualità da leader permette agli Angeli di risolvere sempre i casi, in un modo o nell'altro.
La sua partenza dall'Agenzia viene spiegata da Charlie, all'inizio della quarta stagione, con un nuovo matrimonio e la maternità.